# Алфоржа
Алфо́ржа (кат. Alforja, вимова літературною каталанською [əɫ'fɔɾʒə]) — муніципалітет, розташований в Автономній області Каталонія, в Іспанії. Код муніципалітету за номенклатурою Інституту статистики Каталонії — 430094. Знаходиться у районі (кумарці) Баш-Камп (коди району — 08 та BC) провінції Таррагона, згідно з новою адміністративною реформою перебуватиме у складі баґарії (округи) Камп-да-Таррагона.

## Назва муніципалітету
Назва муніципалітету походить від араб. al-furja — «перспектива».

## Населення
Населення міста (у 2007 р.) становить 1.730 осіб (з них менше 14 років — 14,5 %, від 15 до 64 — 66,9 %, понад 65 років — 18,7 %). У 2006 р. народжуваність склала 7 осіб, смертність — 22 особи, зареєстровано 4 шлюби. У 2001 р. активне населення становило 586 осіб, з них безробітних — 47 осіб.
Серед осіб, які проживали на території міста у 2001 р., 1.141 народилися в Каталонії (з них 919 осіб у тому самому районі, або кумарці), 164 особи приїхали з інших областей Іспанії, а 39 осіб приїхало з-за кордону.
Вищу освіту має 8,4 % усього населення.
У 2001 р. нараховувалося 497 домогосподарств (з них 21,9 % складалися з однієї особи, 29,6 % з двох осіб,19,1 % з 3 осіб, 21,3 % з 4 осіб, 6,2 % з 5 осіб, 1,2 % з 6 осіб, 0,6 % з 7 осіб, 0 % з 8 осіб і 0 % з 9 і більше осіб).
Активне населення міста у 2001 р. працювало у таких сферах діяльності: у сільському господарстві — 5,9 %, у промисловості — 21 %, на будівництві — 18,2 % і у сфері обслуговування — 54,9 %.
У муніципалітеті або у власному районі (кумарці) працює 275 осіб, поза районом — 331 особа.

### Безробіття
У 2007 р. нараховувалося 44 безробітних (у 2006 р. — 52 безробітних), з них чоловіки становили 45,5 %, а жінки — 54,5 %.

## Економіка

### Підприємства міста

#### Промислові підприємства
| \| Промислові підприємства міста, за сферою діяльності \| Промислові підприємства міста, за сферою діяльності \| Промислові підприємства міста, за сферою діяльності \| \| Рік \| 2002 р. \| 2001 р. \| \| --------------------------------------------------- \| --------------------------------------------------- \| --------------------------------------------------- \| \| Енергетичні та водні ресурси \| 0 % \| 0 % \| \| Хімія та метали \| 12,5 % \| 16,7 % \| \| Переробка металів \| 37,5 % \| 33,3 % \| \| Продукти харчування \| 25 % \| 33,3 % \| \| Текстиль \| 12,5 % \| 0 % \| \| Виробництво меблів, видання \| 12,5 % \| 16,7 % \| \| Інше \| 0 % \| 0 % \| \| Усього підприємств \| 8 \| 6 \| |         |         |
| Промислові підприємства міста, за сферою діяльності |         |         |
| Рік | 2002 р. | 2001 р. |
| Енергетичні та водні ресурси | 0 %     | 0 %     |
| Хімія та метали | 12,5 %  | 16,7 %  |
| Переробка металів | 37,5 %  | 33,3 %  |
| Продукти харчування | 25 %    | 33,3 %  |
| Текстиль | 12,5 %  | 0 %     |
| Виробництво меблів, видання | 12,5 %  | 16,7 %  |
| Інше | 0 %     | 0 %     |
| Усього підприємств | 8       | 6       |

#### Роздрібна торгівля
| \| Підприємства роздрібної торгівлі міста, за сферою діяльності \| Підприємства роздрібної торгівлі міста, за сферою діяльності \| Підприємства роздрібної торгівлі міста, за сферою діяльності \| \| Рік \| 2002 р. \| 2001 р. \| \| ------------------------------------------------------------ \| ------------------------------------------------------------ \| ------------------------------------------------------------ \| \| Продукти харчування \| 71,4 % \| 66,7 % \| \| Одяг та взуття \| 14,3 % \| 13,3 % \| \| Товари для дому \| 0 % \| 0 % \| \| Книги та періодичні видання \| 0 % \| 0 % \| \| Промислова хімічна продукція \| 14,3 % \| 13,3 % \| \| Продукція, пов'язана з транспортними засобами \| 0 % \| 0 % \| \| Інше \| 0 % \| 6,7 % \| \| Усього підприємств \| 14 \| 15 \| |         |         |
| Підприємства роздрібної торгівлі міста, за сферою діяльності |         |         |
| Рік | 2002 р. | 2001 р. |
| Продукти харчування | 71,4 %  | 66,7 %  |
| Одяг та взуття | 14,3 %  | 13,3 %  |
| Товари для дому | 0 %     | 0 %     |
| Книги та періодичні видання | 0 %     | 0 %     |
| Промислова хімічна продукція | 14,3 %  | 13,3 %  |
| Продукція, пов'язана з транспортними засобами | 0 %     | 0 %     |
| Інше | 0 %     | 6,7 %   |
| Усього підприємств | 14      | 15      |

#### Сфера послуг
| \| Підприємства міста, що працюють у сфері послуг, за діяльністю \| Підприємства міста, що працюють у сфері послуг, за діяльністю \| Підприємства міста, що працюють у сфері послуг, за діяльністю \| \| Рік \| 2002 р. \| 2001 р. \| \| ------------------------------------------------------------- \| ------------------------------------------------------------- \| ------------------------------------------------------------- \| \| Гуртова торгівля \| 15,6 % \| 20,7 % \| \| Готелі та готельний бізнес \| 31,2 % \| 27,6 % \| \| Транспорт та зв'язок \| 25 % \| 27,6 % \| \| Посередницькі фінансові послуги \| 3,1 % \| 3,4 % \| \| Послуги підприємствам \| 0 % \| 0 % \| \| Послуги фізичним особам \| 18,8 % \| 20,7 % \| \| Нерухомість та ін. \| 6,2 % \| 0 % \| \| Усього підприємств \| 32 \| 29 \| |         |         |
| Підприємства міста, що працюють у сфері послуг, за діяльністю |         |         |
| Рік | 2002 р. | 2001 р. |
| Гуртова торгівля | 15,6 %  | 20,7 %  |
| Готелі та готельний бізнес | 31,2 %  | 27,6 %  |
| Транспорт та зв'язок | 25 %    | 27,6 %  |
| Посередницькі фінансові послуги | 3,1 %   | 3,4 %   |
| Послуги підприємствам | 0 %     | 0 %     |
| Послуги фізичним особам | 18,8 %  | 20,7 %  |
| Нерухомість та ін. | 6,2 %   | 0 %     |
| Усього підприємств | 32      | 29      |

## Житловий фонд
У 2001 р. 2,6 % усіх родин (домогосподарств) мали житло метражем до 59 м2, 26,6 % — від 60 до 89 м2, 47,3 % — від 90 до 119 м2 і 23,5 % — понад 120 м2.

З усіх будівель у 2001 р. 36,7 % було одноповерховими, 47,6 % — двоповерховими, 14,8 % — триповерховими, 0,4 % — чотириповерховими, 0,3 % — п'ятиповерховими, 0,3 % — шестиповерховими і жодного з сімома та більше поверхами.

## Автопарк
| \| Автомобілі, зареєстровані у місті, за призначенням \| Автомобілі, зареєстровані у місті, за призначенням \| Автомобілі, зареєстровані у місті, за призначенням \| \| Рік \| 2006 р. \| 2005 р. \| \| -------------------------------------------------- \| -------------------------------------------------- \| -------------------------------------------------- \| \| Приватні автомобілі \| 61 % \| 60,6 % \| \| Мотоцикли \| 10 % \| 9,3 % \| \| Вантажівки \| 25,3 % \| 26,6 % \| \| Трактори \| 0,2 % \| 0,2 % \| \| Автобуси та ін. \| 3,5 % \| 3,2 % \| \| Усього автомобілів \| 1.358 шт. \| 1.267 шт. \| |           |           |
| Автомобілі, зареєстровані у місті, за призначенням |           |           |
| Рік | 2006 р.   | 2005 р.   |
| Приватні автомобілі | 61 %      | 60,6 %    |
| Мотоцикли | 10 %      | 9,3 %     |
| Вантажівки | 25,3 %    | 26,6 %    |
| Трактори | 0,2 %     | 0,2 %     |
| Автобуси та ін. | 3,5 %     | 3,2 %     |
| Усього автомобілів | 1.358 шт. | 1.267 шт. |

## Вживання каталанської мови
У 2001 р. каталанську мову у місті розуміли 99,2 % усього населення (у 1996 р. — 100 %), вміли говорити нею 91,7 % (у 1996 р. — 95,5 %), вміли читати 92 % (у 1996 р. — 96,1 %), вміли писати 68,6 % (у 1996 р. — 19,5 %). Не розуміли каталанської мови 0,8 %.

## Політичні уподобання
У виборах до Парламенту Каталонії у 2006 р. взяло участь 769 осіб (у 2003 р. — 801 особа). Голоси за політичні сили розподілилися таким чином:
| \| Вибори до Парламенту Каталонії \| Вибори до Парламенту Каталонії \| Вибори до Парламенту Каталонії \| \| Рік \| 2006 р. \| 2003 р. \| \| -------------------------------------- \| ------------------------------ \| ------------------------------ \| \| Конвергенція та Єднання (CiU) \| 31,6 % \| 39,2 % \| \| Соціалістична партія Каталонії (PSC) \| 27,7 % \| 25,8 % \| \| Народна партія (PP) \| 6,2 % \| 4 % \| \| Ініціатива за Каталонію — Зелені (ICV) \| 11,4 % \| 5,7 % \| \| Республіканська лівиця Каталонії (ERC) \| 21,2 % \| 24,6 % \| \| Громадяни — Громадянська партія (C's) \| 0 % \| 0 % \| \| Інші \| 1,8 % \| 0,6 % \| |         |         |
| Вибори до Парламенту Каталонії |         |         |
| Рік | 2006 р. | 2003 р. |
| Конвергенція та Єднання (CiU) | 31,6 %  | 39,2 %  |
| Соціалістична партія Каталонії (PSC) | 27,7 %  | 25,8 %  |
| Народна партія (PP) | 6,2 %   | 4 %     |
| Ініціатива за Каталонію — Зелені (ICV) | 11,4 %  | 5,7 %   |
| Республіканська лівиця Каталонії (ERC) | 21,2 %  | 24,6 %  |
| Громадяни — Громадянська партія (C's) | 0 %     | 0 %     |
| Інші | 1,8 %   | 0,6 %   |

У муніципальних виборах у 2007 р. взяло участь 922 особи (у 2003 р. — 940 осіб). Голоси за політичні сили розподілилися таким чином:
| \| Муніципальні вибори \| Муніципальні вибори \| Муніципальні вибори \| \| Рік \| 2007 р. \| 2003 р. \| \| -------------------------------------- \| ------------------- \| ------------------- \| \| Конвергенція та Єднання (CiU) \| 32,2 % \| 57,4 % \| \| Соціалістична партія Каталонії (PSC) \| 33,8 % \| 42,6 % \| \| Народна партія (PP) \| 2,3 % \| 0 % \| \| Ініціатива за Каталонію — Зелені (ICV) \| 0 % \| 0 % \| \| Республіканська лівиця Каталонії (ERC) \| 31,7 % \| 0 % \| \| Громадяни — Громадянська партія (C's) \| 0 % \| 0 % \| \| Інші \| 0 % \| 0 % \| |         |         |
| Муніципальні вибори |         |         |
| Рік | 2007 р. | 2003 р. |
| Конвергенція та Єднання (CiU) | 32,2 %  | 57,4 %  |
| Соціалістична партія Каталонії (PSC) | 33,8 %  | 42,6 %  |
| Народна партія (PP) | 2,3 %   | 0 %     |
| Ініціатива за Каталонію — Зелені (ICV) | 0 %     | 0 %     |
| Республіканська лівиця Каталонії (ERC) | 31,7 %  | 0 %     |
| Громадяни — Громадянська партія (C's) | 0 %     | 0 %     |
| Інші | 0 %     | 0 %     |